# Krajné Čierno
Krajné Čierno ist eine kleine Gemeinde im Okres (Kreis) Svidník im Nordosten der Slowakei, die für ihre Holzkirche des griechisch-katholischen Ritus aus der Mitte des 18. Jahrhunderts bekannt ist.

## Lage

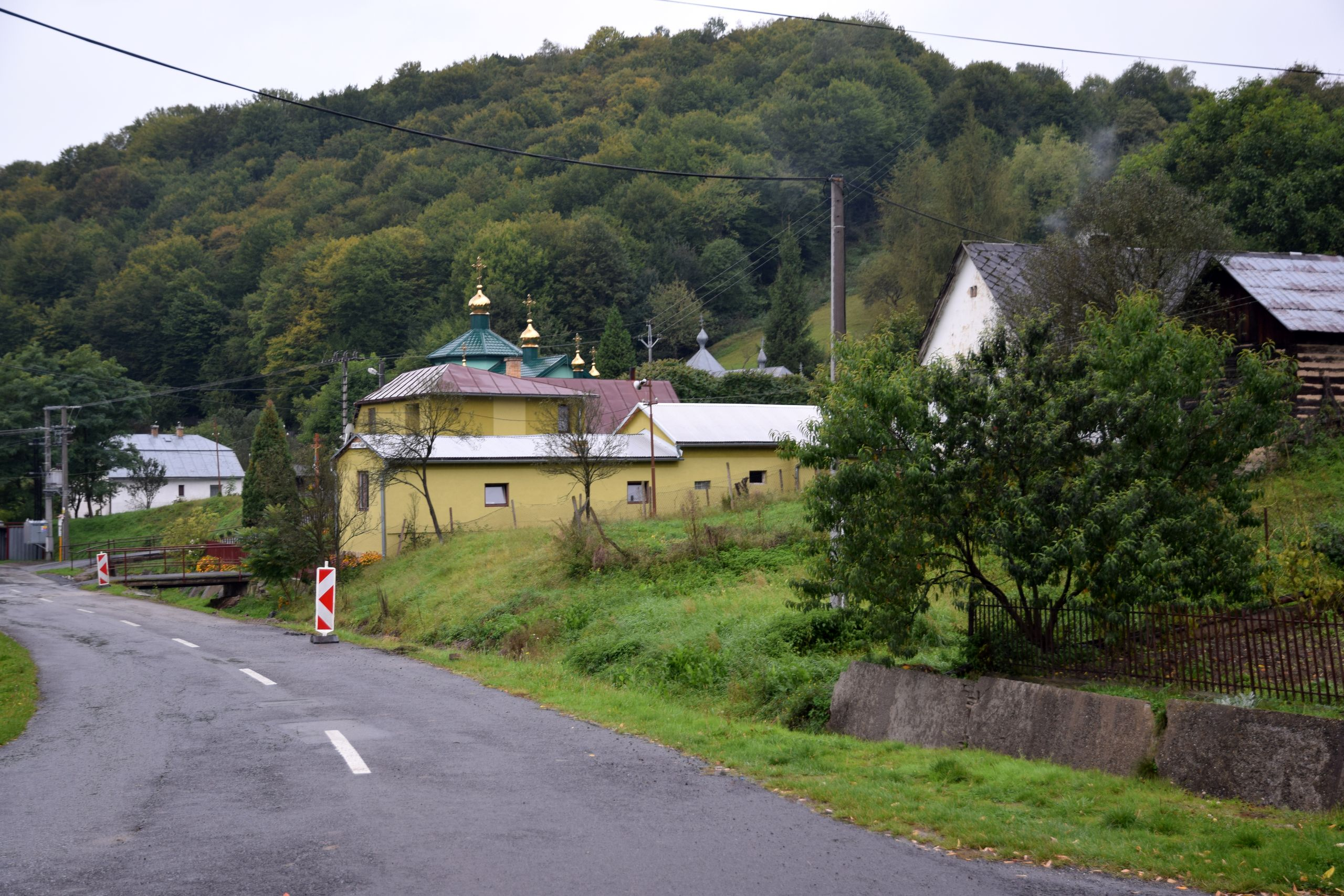
Ortsmitte nach Westen mit den goldglänzenden Türmchen der um 2005 erbauten Kirche und rechts dahinter der Holzkirche von 1930 mit mattem Zinkblechdach.

Krajné Čierno liegt in der Landschaft Šariš, etwa zehn Kilometer nordöstlich von Svidník entlang der Europastraße 371, die weitere zehn Kilometer nördlich am Duklapass die Grenze zu Polen überquert. Von der verkehrsreichen Europastraße zweigt nach Osten die ein Kilometer lange Zufahrt zum Ort ab, wo sie endet. Das auf einer Höhe von 324 Metern gelegene Dorf ist von dicht bewaldeten Hügeln umgeben, die zu den Niederen Beskiden gehören und deren nächste Erhebung Vŕšok unmittelbar nördlich 502 Meter erreicht. Im Süden steigen Hügel bis auf 611 und 650 Meter an. Ein entlang der Straße nach Westen fließender Wasserlauf mündet in den Fluss Ladomirka und dieser in den Fluss Ondava. Die beiden direkt an der Europastraße gelegenen Orte Ladomirová (vier Kilometer südlich) und Hunkovce (zwei Kilometer nördlich) besitzen ebenfalls griechisch-katholische Holzkirchen aus dem 18. Jahrhundert.
Von Krajné Čierno verläuft ein etwa vier Kilometer langer Waldweg weiter nach Südosten bis zum Ort Kožuchovce mit wenigen Bauernhäusern, der über eine sechs Kilometer lange Stichstraße mit der Straße 575 zwischen Stropkov und Medzilaborce verbunden ist. Ein markierter Wanderweg führt von Kožuchovce über einen Bergrücken in das Paralleltal östlich von Krajné Čierno nach Miroľa. Dort und in Bodružal, drei Kilometer nördlich in diesem Tal, blieben weitere griechisch-katholische Holzkirchen erhalten.

## Ortsbild
Krajné Čierno ist ein Straßendorf, das sich in Ost-West-Richtung im Tal erstreckt. In der Ortsmitte steht nördlich der Straße eine Holzkirche von 1930 im einfachen Stil der älteren Kirchen mit Sparrendächern. Hierzu gehört die Dreiteilung in einen westlichen Eingangsbereich mit einem Walmdachturm, ein Kirchenschiff mit Satteldach und in einen sich an der Ostseite anschließenden, niedrigeren Altarraum. Die Wände sind mit einer senkrechten Leistenschalung verkleidet und die Dachflächen sind mit Zinkblech gedeckt. Direkt davor wurde zwischen 2012 und 2015 eine gemauerte orthodoxe Kirche mit kreuzförmigem Grundriss und fünf kleinen Zwiebelturmaufsätzen errichtet. Die historische Holzkirche steht rund 100 Meter östlich oberhalb der Straße in einem umzäunten Areal und ist von Büschen und Bäumen umgeben.
Neben modernen Einfamilienhäusern blieben wenige traditionelle, langgezogene Bauernhäuser mit dem Wohnbereich an der Straße und Stallungen im rückwärtigen Teil sowie kleinen freistehenden Speichern in Blockbauweise erhalten.
Krajné Čierno wird in den Quellen erstmals 1618 unter dem Namen Krainiay Czarno erwähnt. Für 1997 wurden 95 Einwohner angegeben, Ende 2016 lebten 76 Einwohner im Ort.

## Bevölkerung
| Jahr                | 1994 | 2004    | 2014     | 2024    |
| ------------------- | ---- | ------- | -------- | ------- |
| Anzahl der Personen | 84   | 86      | 71       | 78      |
| Unterschied         |      | +2,38 % | −17,44 % | +9,85 % |

| Jahr                | 2023 | 2024   |
| ------------------- | ---- | ------ |
| Anzahl der Personen | 80   | 78     |
| Unterschied         |      | −2,5 % |

## Holzkirche

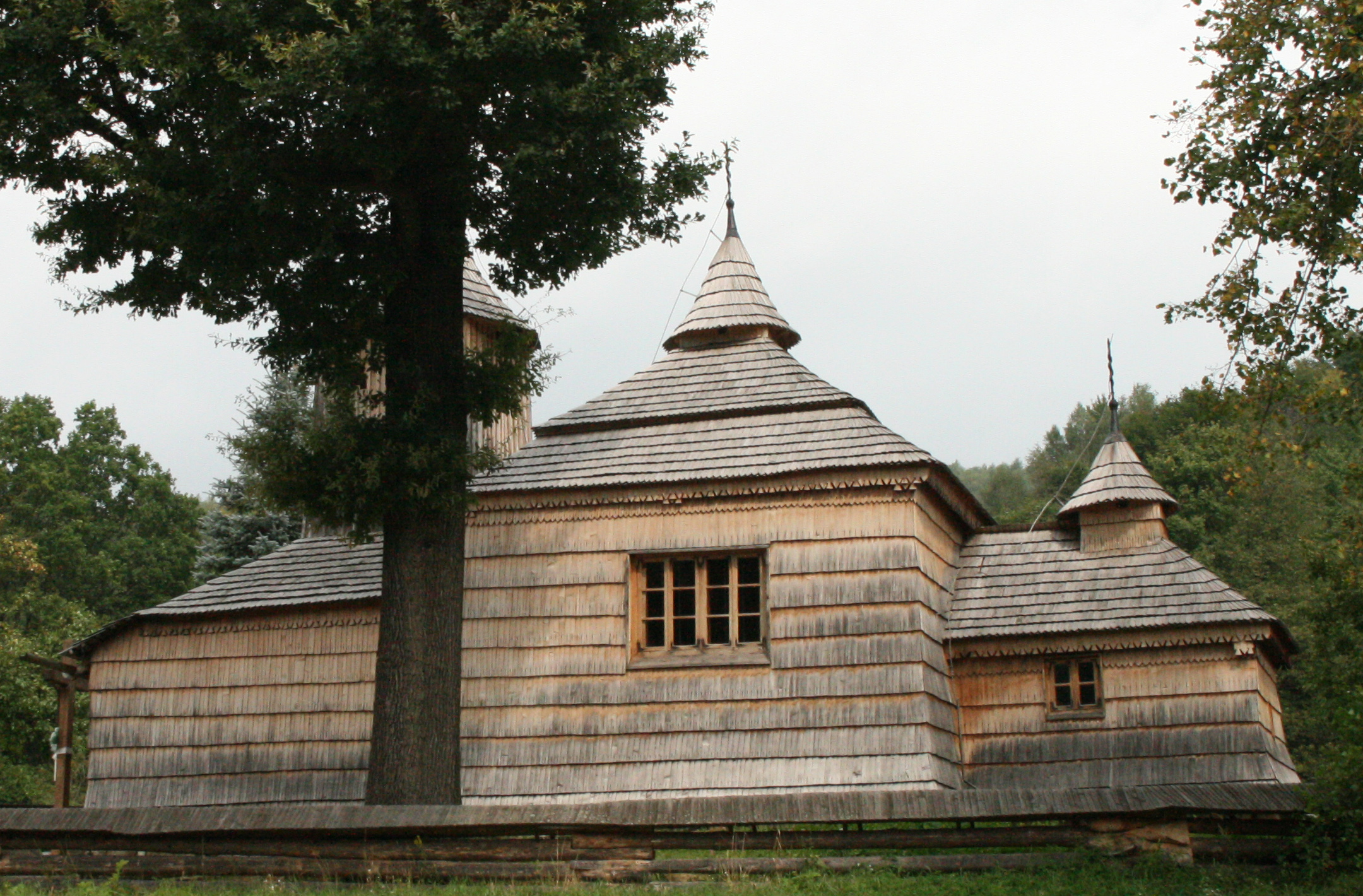
Holzkirche des hl. Basilius von Süden

Die historische, griechisch-katholische Holzkirche wurde um 1730 errichtet und dem Heiligen Basilius dem Großen geweiht, der im 4. Jahrhundert lebte. Sie heißt auf Slowakisch Chrám svätého Bazila Veľkého. Die Ikonostase mit üppigen Rokoko-Verzierungen geht im Gesamten auf das 18. Jahrhundert zurück.
Die erhaltenen griechisch-katholischen Holzkirchen im Nordosten der Slowakei sind in den Kreisen Svídnik, Bardejov, Snina, Sobrance und Stropkov konzentriert. Die meisten (27) entstanden im 18. Jahrhundert, zwei im 19. Jahrhundert, eine stammt vom Ende des 15. oder Anfang des 16. Jahrhunderts und eine aus dem 17. Jahrhundert.
Die Kirche von Krajné Čierno folgt prinzipiell dem üblichen Plan der längsgerichteten Dreiteilung in einen quadratischen Vorraum (Narthex) unter einem hoch aufragenden Turm im Westen, einen etwas größeren Hauptraum mit Walmdach und – durch die Ikonostase getrennt – ein kleineres Presbyterium im Osten unter einem weiteren, niedrigeren Turm. Gemäß der aus drei Gebäudeteilen mit jeweils einer Dachspitze zusammengesetzten Architektur entspricht die Kirche von Krajné Čierno dem aufwändigen lemkischen Stil. Im Unterschied zu anderen griechisch-katholischen Holzkirchen dieses Typs in der Ostslowakei, etwa derjenigen von Jedlinka, ist an den äußeren Längsseiten jedoch nur eine Zweigliederung zu sehen. Der Hauptraum und der westliche Vorraum liegen auf einer Linie, lediglich der kleinere Altarraum ist zurückgesetzt.
Die Dächer wurden mit Holzschindeln gedeckt, die als Blockbau ausgeführten Wände wurden außen ebenfalls mit Schindeln verkleidet. Der Eingang befindet sich an der Westseite. Die Nordseite ist bis auf ein kleines Fenster im Altarraum fensterlos, ein größeres Fenster sorgt an der Südwand für etwas Licht im Hauptraum. Die Kirche wird durch eine Tür in der Westseite betreten. Die jeweils zwei Öffnungen in jeder Seite des Eingangsturms dienen als Schalllöcher für die eine, aus dem Jahr 1876 stammende Glocke.

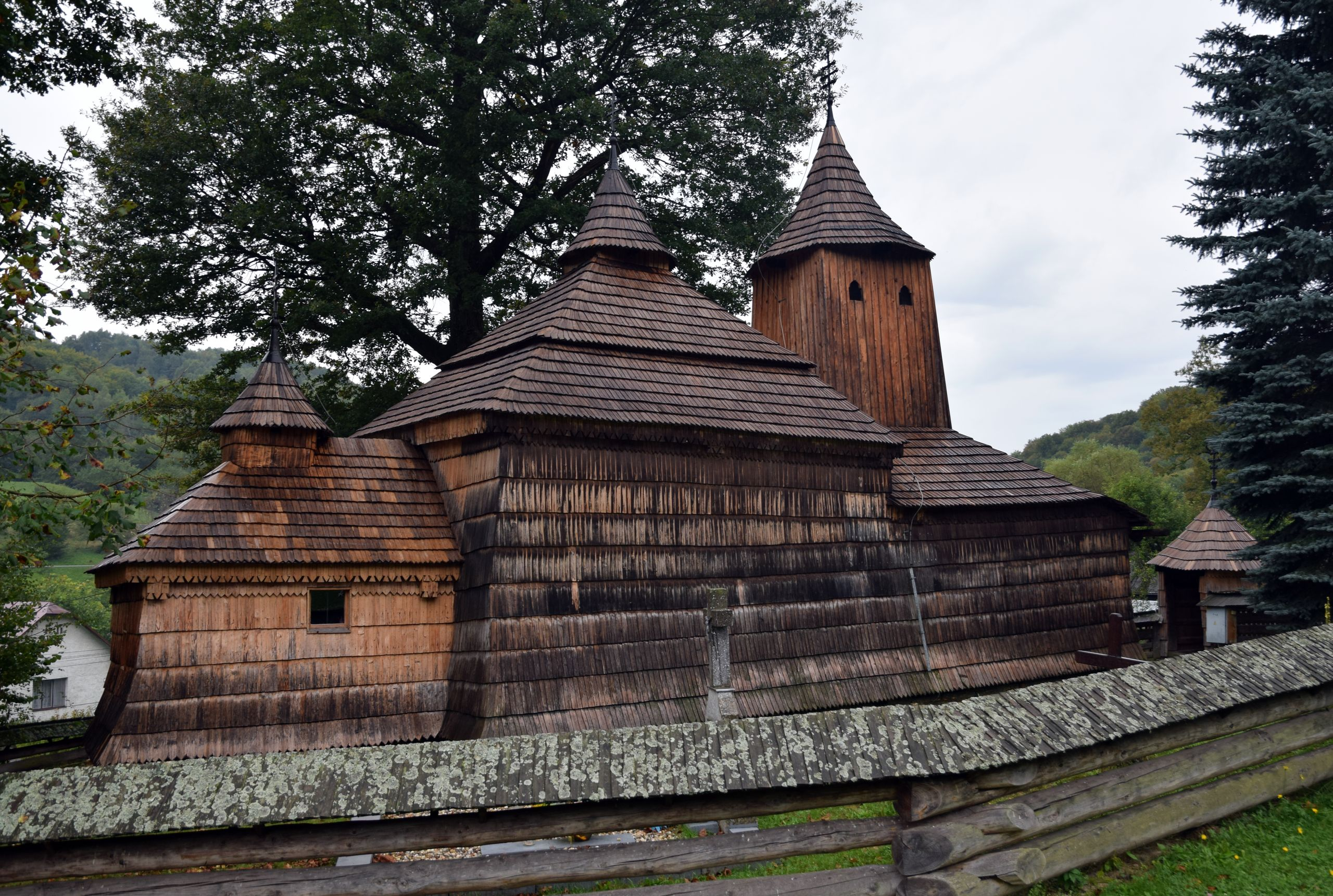
Nordseite

Die aus der Bauzeit der Kirche stammende Ikonostase ist in vier Ebenen gegliedert. Abweichend vom üblichen Bildprogramm sind in der unteren Reihe fünf anstelle von vier Szenen dargestellt: von links nach rechts Christi Himmelfahrt, der Heilige Nikolaus, Maria als Gottesgebärerin (auch als Hodegetria bekannt), Jesus Christus als Lehrer und wie überall rechts außen der Heilige, dem die Kirche gewidmet ist, hier also Basilius. Diese Anordnung ist dem Fehlen der dritten Tür geschuldet. Während sich allgemein in der Mitte die „Königstür“ befindet, durch die nur der Priester gehen darf, und die Laien den Altarraum durch eine von zwei seitlichen Türen betreten, gibt es in der Ikonostase von Krajné Čierno nur eine Tür für Priester und links davon eine für Laien. Die Königstür ist mit sechst Medaillons verziert, von denen vier Evangelisten und zwei die Verkündigung des Herrn zeigen.
Die zweite Reihe enthält das Letzte Abendmahl und zu beiden Seiten Bilder der liturgischen Feiertage. Die dritte Reihe besteht aus den zwölf Aposteln, die paarweise in sechs Medaillons angeordnet sind, mit Christus als Hohepriester in größerem Format in der Mitte. In der vierten Reihe sind die Propheten wiederum paarweise in sechs Medaillons zusammengefasst. Den gewohnten Abschluss oben bildet in der Mitte ein Rankenwerk mit der Kreuzigungsszene, die von Maria und dem Evangelisten Johannes flankiert wird. Besonders kostbar ist eine Ikone am Altar aus dem 17. Jahrhundert, auf der die Kreuzabnahme dargestellt wird.
Bei den Gefechten, die im Herbst 1944 während der Ostkarpatischen Operation südlich des Duklapasses in der nahegelegenen Ebene von Kapišová stattfanden, wurden auch Krajné Čierno und die Holzkirche schwer beschädigt. Die Kirche wurde 1947–48 wiederhergestellt und zuletzt in den Jahren 2000 bis 2005 restauriert. Das normalerweise verschlossene Gotteshaus wird als denkmalgeschütztes Objekt geführt.